# Rivière North (sud du Labrador)
La rivière North (anglais : North River) (rivière du Nord) est un fleuve d'environ 165 km de long situé à l'est de la péninsule du Québec-Labrador, au Labrador dans la province canadienne de Terre-Neuve-et-Labrador.
L'ensemble du cours de la rivière et son bassin versant sont situés dans la réserve de parc national Akami-Uapishkᵁ–KakKasuak–Monts-Mealy,.

## Description
La rivière North prend sa source au cœur des monts Mealy (anglais : Mealy Mountains), au sud-est du lac Melville, sur le flanc d'une montagne à une altitude d'environ 980 mètres (53° 38′ 16″ N, 58° 32′ 23″ O). A proximité se trouvent les sources de la rivière Eagle à l'ouest et de la rivière White Bear au sud-ouest.
Les sommets de roche nue arrondis sous l'action glaciaire des monts Mealy s'élèvent à 1 180 mètres au-dessus du lac Melville. Ils sont inclus depuis 2015 dans la réserve de parc national Akami-Uapishkᵁ–KakKasuak–Monts-Mealy.
Le  torrent descend rapidement de la montagne vers l'ouest pour se jeter dans un lac glaciaire au pied de la montagne Kamitshuapishekat,
point culminant des monts Mealy. Le torrent traverse un autre lac situé au sud pour se jeter en aval dans un vaste lac glaciaire (53° 37′ 27″ N, 58° 35′ 30″ O) situé à 490 mètres orienté du nord vers le sud sur près de 6 kilomètres, connecté à une série de vastes lacs en aval. Le torrent à la sortie se jette dans un autre vaste lac (53° 34′ 11″ N, 58° 31′ 37″ O) à 475 mètres d'altitude.
La rivière à la sortie prend une direction vers l'est en traversant une série de rapides pour se jeter dans un lac à environ 435 mètres d'altitude. La rivière traverse une zone lacustre et de tourbières (53° 36′ 15″ N, 58° 23′ 32″ O) en prenant une direction vers le nord-est puis vers l'est marquée par de nombreux rapides et une chute (53° 36′ 57″ N, 58° 18′ 33″ O) avant un coude marqué vers le nord (53° 36′ 37″ N, 58° 17′ 36″ O).
La rivière se jette dans un lac (53° 37′ 56″ N, 58° 17′ 54″ O) à environ 345 mètres puis un autre lac plus vaste (53° 38′ 45″ N, 58° 19′ 13″ O). La rivière traverse alors une zone lacustre orientée vers l'est avant de prendre une direction vers le nord (53° 40′ 20″ N, 58° 13′ 51″ O) dans une zone de collines boisées sur près de 25 kilomètres en traversant plusieurs lacs et avec de nombreux rapides en recevant un abondant affluent en rive droite (53° 47′ 01″ N, 58° 11′ 25″ O).
La rivière large de plusieurs dizaines de mètres s'oriente vers l'est, reçoit l'abondante rivière Murphy (53° 50′ 51″ N, 57° 52′ 55″ O) en rive droite à environ 135 mètres d'altitude puis en aval l'abondante rivière Ayre (53° 54′ 24″ N, 57° 41′ 00″ O) en rive gauche à environ 65 mètres d'altitude.
La rivière North s'oriente finalement vers le sud-est avec un cours plus lente entrecoupé de rapides, recevant la rivière Barron (53° 51′ 33″ N, 57° 29′ 34″ O) en rive droite à moins de 20 mètres d'altitude, affluent drainant le vaste lac Barron situé à environ 115 mètres d'altitude (53° 43′ 00″ N, 57° 40′ 29″ O).
La rivière North a alors un cours large et calme avec un dernier rapide (53° 49′ 26″ N, 57° 14′ 13″ O).
L'embouchure se trouve au bout d'une péninsule sableuse sur la rive gauche formée par les alluvions de la rivière et se terminant à la pointe de la rivière North River et bordée au nord par la baie Trunmore (53° 48′ 29″ N, 57° 04′ 51″ O) selon les marées, la rive droite étant une colline de nature rocheuse.
Sur la rive gauche se trouve l'établissement (localité non constituée en municipalité) de North River.
L'embouchure se trouve à l'entrée de la baie Sandwich, face à la ville de Cartwright située à 12 kilomètres au sud-est.

## Hydrologie
La rivière North draine une superficie de 2 234 km2, alimentée par 60 affluents.
Le bassin de la rivière North borde celui de la rivière White Bear situé au sud.
Le débit moyen à l'embouchure n'est pas connu. Les débits mensuels les plus élevés se produisent généralement pendant la fonte des neiges, en mai et en juin.

## Faune piscicole
Le saumon atlantique et l'omble de fontaine sont les espèces les plus communes reportées dans la rivière North.
Les rapides et la chute de la rivière North obstruent seulement partiellement la poissons migrateurs sur la branche principale.

## Occupation humaine
Le bassin de la rivière North est situé dans une région isolée où se trouve seulement l'établissement de North River à l'embouchure.
La région intérieure n'est accessible qu'en hydravion.